# Nicomedes IV da Bitínia
Nicomedes IV (? — 74 a.C.), conhecido como  Nicomedes Filopátor, foi rei da Bitínia, um antigo reino da Ásia Menor que existiu até o século I a.C. Foi um dos principais aliados da República Romana, e manteve longos conflitos com Mitrídates VI do Ponto, um dos mais férreos inimigos de Roma. Herdou o reino do seu pai, Nicomedes III, e governou durante 20 anos, de 94 a.C. até  74 a.C.
Não é conhecido nada de Nicomedes antes da sua ascensão ao trono do Reino da Bitínia, que herdou à morte do seu pai. Apesar de que em boa parte do seu reinado manteve conflitos bélicos, os primeiros anos do seu reinado foram pacíficos, até Mitrídates VI do Ponto, cujo reino era vizinho a Bitínia, começar a agredir as fronteiras do reino.
O irmão de Nicomedes, Socrares, o Bom, ajudado por Mitrídates derrotou o exército de Nicomedes em 90 a.C. e este foi forçado a fugir para Itália. Porém, a influência romana na região possibilitou a restauração de Nicomedes no trono do reino. Contudo a insistência de Roma, Nicomedes voltaria a travar um conflito com Mitrídates, que atacaria a Bitínia de novo em 88 a.C., forçando Nicomedes a fugir de novo para Roma.
Devido às fortes ligações com Roma, o seu pedido de ajuda foi respondido por esta, ao enviar o cônsul Lúcio Cornélio Sula à Ásia Menor, iniciando a Primeira Guerra Mitridática. O conflito durou aproximadamente três anos, até Mitrídates buscasse a paz, em 85 a .C., e permitiu-lhe reter o seu reinado no Ponto em troca de uma forte fiança.
Em 84 a.C., Nicomedes foi restaurado no trono da Bitínia, e os anos que seguiram foram relativamente pacíficos, com uma ingerência constante e crescente de Roma nos assuntos internos. Em 80 a.C., o jovem Júlio César foi enviado como embaixador à corte de Nicomedes. Durante a sua estadia na Bitínia, houve  rumores de que ambos –Júlio César e Nicomedes- foram amantes, o qual motivou que os adversários políticos de Júlio César o apelidassem "Rainha da Bitínia", até mesmo tempo depois da sua estadia no reino.
Em um dos últimos atos como rei da Bitínia, em 74 a.C., Nicomedes legou o seu reino inteiro a Roma e o senado romano depressa votou por integrar a Bitínia como uma nova província. Porém, Mitrídates tratou de proclamar para si o reino à morte de Nicomedes, o qual provocou a Terceira Guerra Mitridática.
Desta maneira, Nicomedes IV foi o último rei da Bitínia.